# Élection présidentielle américaine de 2016 en Arizona
L'élection présidentielle américaine de 2016, cinquante-huitième élection présidentielle américaine depuis 1788, a lieu le 8 novembre 2016 et conduit à la désignation du républicain Donald Trump comme quarante-cinquième président des États-Unis.
En Arizona; les républicains l'emportent avec Donald Trump.

## Résultats des élections en Arizona
| Candidat présidentiel | Vice Président | Parti Politique | Vote Populaire | Vote Populaire | Vote électoral |
| --------------------- | -------------- | --------------- | -------------- | -------------- | -------------- |
| Donald Trump          | Mike Pence     | Républicains    | 1,252,401      | 48.08%         | 11             |
| Hillary Clinton       | Tim Kaine      | Démocrates      | 1,161,167      | 44.58%         | 0              |
| Gary Johnson          | Bill Weld      | Libertariens    | 106,327        | 4.08%          | 0              |
| Dr. Jill Stein        | Ajamu Baraka   | Verts           | 34,345         | 1.32%          | 0              |
| Autres (+)            | /              | /               | 50417          | 0,94%          | 0              |

## Analyse
Aucun comté n'a changé de majorité entre 2012 et 2016. Aucun comté n'a voté à plus de 71,14% Démocrate ou 72,9% Républicain. Les plus réfractaires au candidat Républicain sont les habitants du comté de Santa Cruz avec 23,71%. Les plus opposés à Hillary Clinton sont dans le comté de Mohave avec 21,83%.